# Ordine di Savigny
L'ordine di Savigny (o congregazione di Savigny) fu un'unione di abbazie e priorati vicina all'Ordine Cistercense, dal quale infine fu poi assorbita. Nata nella prima metà del XII secolo, era diretta dall'abbazia di Savigny, sita nel territorio dell'attuale comune francese di Savigny-le-Vieux, sotto la giurisdizione dell'antica diocesi di Avranches, nell'attuale dipartimento della Manica.
Essa contava numerose abbazie affiliate in Gran Bretagna.

## Storia

### La fondazione: san Vitale
Negli anni 1090 il futuro san Vitale, allora canonico della collegiale di Saint-Évroult de Mortain, divenne eremita e fondò diversi monasteri nelle foreste di Normandia, del Maine e della Bretagna. Nel 1105, egli pose il suo eremitaggio nella foresta di Savigny, su terreni offerti da Raoul de Fougères.
Il numero dei discepoli di Vitale crebbe al punto che nel 1112 l'eremitaggio di Savigny divenne ufficialmente un'abbazia. In essa si seguiva la regola benedettina, secondo l'interpretazione che applicavano i cistercensi. I membri della comunità vestivano sai grigi.

### Estensione: san Goffredo
Nel 1119 papa Celestino II pose la congregazione sotto la sua protezione. Con l'abate, e futuro santo, Goffredo († 1139), che subentrò a san Vitale dopo la morte di quest'ultimo, l'abbazia s'ingrandì rapidamente e furono fondate numerose abbazie affiliate ad essa.
Alcune di queste erano localizzate sul continente, come l'abbazia dei Vaux-de-Cernay del 1118 o l'abbazia di Bellus-Beccus del 1127, ma la maggioranza di loro era stata fondata nelle isole britanniche, la prima delle quali, l'abbazia di Furness, fu fondata nel 1123 da Stefano di Blois, futuro re d'Inghilterra.
- 1118 – fondazione da parte dei monaci di Savigny[3] dell'abbazia dei Vaux-de-Cernay, nella diocesi di Parigi
- 1123 – fondazione da parte dei monaci di Savigny[4] dell'abbazia di Furness nella contea inglese di Cumbria
- 1127 – fondazione da parte dei monaci di Savigny[3] dell'abbazia di Bellus-Beccus nel ducato di Normandia
- 1130 – fondazione da parte dei monaci di Savigny[3] dell'abbazia di Foucarmont della diocesi di Rouen
- 1131 – fondazione da parte dei monaci di Savigny[3] dell'abbazia di Aunay-sur-Odon della diocesi de Bayeux
- 1132 – fondazione da parte dei monaci di Savigny[3] della prima abbazia di Quarr sull'isola di Wight, nel Devon
- 1134 – fondazione da parte dei monaci di Furness (prima affiliata)[4] dell'abbazia di Rushen, sull'isola di Man
- 1134 – fondazione dell'abbazia di Calder, affiliata a quella di Furness, in Cumbria; distrutta quattro anni dopo, rifondata come abbazia di Byland nel 1142[4]
- 1135 – fondazione dell'abbazia di Buildwas, affiliata di Furness, nello Shropshire
- 1136 – ripresa dell'abbazia di Buckfast nel Devon, su richiesta di Stefano d'Inghilterra, da parte dei monaci di Savigny[4]
- 1137 – fondazione dell'abbazia di Notre-Dame-et-Saint-Jean-Baptiste a Breuil-Benoît

### Diffusione: Serlon
Il terzo abate fu Evan Langlois, uno dei primi discepoli di Vitale, ma egli governò solo un anno: nel 1140 fu sostituito da Serlon († 1158), discepolo di san Goffredo.
- 1140 – fondazione dell'abbazia di Notre-Dame de la Trappe, sotto Serlon[3]
- 1140 circa– fondazione dell'abbazia di Barbery nel ducato di Normandia
- 1140 – fondazione dell'abbazia di Coggeshall, richiesta da Stefano d'Inghilterra, da parte dei monaci di Savigny[4]
- 1142 – ufficializzazione dell'affiliazione diretta[4] dell'abbazia di Byland nello Yorkshire del Nord, fondata dai monaci dell'abbazia di Calder a seguito della distruzione dell'abbazia verso il 1138, quattro dopo la sua fondazione
- 1145 – fondazione dell'abbazia di Jervaulx, affiliata a Byland, nello Yorkshire del Nord, causa di numerose preoccupazioni.[4]

La congregazione arrivò fino a trentatré monasteri, senza contare le case-figlie.
Con l'affaire dell'abbazia di Jervaulx, fondata dai monaci di quella di Byland ma rifiutata dalla casa madre, Serlon non riuscì più a mantenere bene la coesione dell'Ordine e numerosi monasteri inglesi cercarono di diventare indipendenti. Al Capitolo Generale del 1146 solo due delle dodici abbazie britanniche, quelle di Neath et Quarr, erano presenti. L'abate decise di affiliare l'intera Congregazione all'Ordine cistercense, il che ebbe luogo con il Capitolo Generale del 1147.
Molti monasteri inglesi si rifiutarono ma ne furono obbligati, finendo per sottomettersi, da una bolla pontificia datata 11 aprile 1148 ed emessa da papa Eugenio III. Tutti i conventi furono mantenuti ma dovettero adeguarsi alla regola cistercense, cambiando la tonaca grigia con quella bianca.